# 改革進步黨
改革進步黨（英文：Reform Progressive Party，縮寫成PPR），是巴西歷史上的一個政黨，政治立場中間偏右，由民主社會黨（PDS）和基督教民主黨（PDC）於1993年合併而成。兩年後，該黨與進步黨組成一個新黨，稱為巴西進步黨。該黨的現任黨𣁽為埃斯佩里迪奧·阿明（Esperidião Amin），其曾在1983-1987年擔任聖卡塔琳娜州州長。